# Гюмвілл (Пенсільванія)
Гюмвілл (англ. Hulmeville) — місто (англ. borough) в США, в окрузі Бакс штату Пенсільванія. Населення — 982 особи (2020).

## Географія
Гюмвілл розташований за координатами 40°8′36″ пн. ш. 74°54′25″ зх. д. / 40.14333° пн. ш. 74.90694° зх. д. (40.143277, -74.906944).  За даними Бюро перепису населення США в 2010 році місто мало площу 0,97 км², з яких 0,92 км² — суходіл та 0,04 км² — водойми.

### Клімат
| Клімат : Гюмвілл        | Клімат : Гюмвілл | Клімат : Гюмвілл | Клімат : Гюмвілл | Клімат : Гюмвілл | Клімат : Гюмвілл | Клімат : Гюмвілл | Клімат : Гюмвілл | Клімат : Гюмвілл | Клімат : Гюмвілл | Клімат : Гюмвілл | Клімат : Гюмвілл | Клімат : Гюмвілл | Клімат : Гюмвілл |
| Показник                | Січ.             | Лют.             | Бер.             | Квіт.            | Трав.            | Черв.            | Лип.             | Серп.            | Вер.             | Жовт.            | Лист.            | Груд.            | Рік              |
| Абсолютний максимум, °C | 22,1             | 25,6             | 30,9             | 34,9             | 35,4             | 36,1             | 39,4             | 38,2             | 37,1             | 31,5             | 27,5             | 24,6             | 39,4             |
| Середній максимум, °C   | 4,7              | 6,5              | 11,1             | 17,7             | 22,9             | 28,1             | 30,3             | 29,4             | 25,7             | 19,4             | 13,3             | 7,2              | 18,1             |
| Середня температура, °C | 0,2              | 1,6              | 5,6              | 11,6             | 16,7             | 22,1             | 24,6             | 23,8             | 19,8             | 13,4             | 8,1              | 2,6              | 12,6             |
| Середній мінімум, °C    | −4,4             | −3,4             | 0,2              | 5,4              | 10,5             | 16,0             | 18,8             | 18,1             | 13,9             | 7,4              | 2,8              | −1,9             | 7,0              |
| Абсолютний мінімум, °C  | −23              | −19,1            | −15,3            | −7,8             | 0,8              | 5,8              | 9,2              | 6,3              | 2,6              | −3,6             | −10,7            | −17,6            | −23              |
| Норма опадів, мм        | 90               | 69               | 107              | 99               | 108              | 108              | 129              | 110              | 106              | 95               | 89               | 101              | 1212             |
| Вологість повітря, %    | 65.4             | 62.0             | 57.8             | 57.3             | 61.9             | 65.4             | 66.0             | 68.2             | 69.1             | 68.6             | 66.9             | 67.1             | 64.7             |
| ----------------------- | ---------------- | ---------------- | ---------------- | ---------------- | ---------------- | ---------------- | ---------------- | ---------------- | ---------------- | ---------------- | ---------------- | ---------------- | ---------------- |
| Джерело: PRISM          |                  |                  |                  |                  |                  |                  |                  |                  |                  |                  |                  |                  |                  |

## Демографія
Згідно з переписом 2010 року, у селищі мешкали 1003 особи в 376 домогосподарствах у складі 265 родин. Густота населення становила 1038 осіб/км².  Було 392 помешкання (406/км²).
Расовий склад населення:
| - 93,8 % — білих - 3,0 % — азіатів - 0,7 % — чорних або афроамериканців |

До двох чи більше рас належало 2,4 %. Частка іспаномовних становила 1,0 % від усіх жителів.
За віковим діапазоном населення розподілялося таким чином: 23,3 % — особи молодші 18 років, 62,7 % — особи у віці 18—64 років, 14,0 % — особи у віці 65 років та старші. Медіана віку мешканця становила 40,1 року. На 100 осіб жіночої статі у селищі припадало 92,5 чоловіків;  на 100 жінок у віці від 18 років та старших — 94,7 чоловіків також старших 18 років.
Середній дохід на одне домашнє господарство  становив 85 172 долари США (медіана — 75 288), а середній дохід на одну сім'ю — 90 404 долари (медіана — 81 250). Медіана доходів становила 55 156 доларів для чоловіків та 46 146 доларів для жінок. За межею бідності перебувало 9,7 % осіб, у тому числі 20,5 % дітей у віці до 18 років та 6,1 % осіб у віці 65 років та старших.
Цивільне працевлаштоване населення становило 520 осіб. Основні галузі зайнятості: освіта, охорона здоров'я та соціальна допомога — 24,0 %, науковці, спеціалісти, менеджери — 14,2 %, роздрібна торгівля — 11,7 %, виробництво — 11,0 %.